# جول برند
یوله براند (انگلیسی: Jule Brand؛ زادهٔ ۱۶ اکتبر ۲۰۰۲) بازیکن فوتبال اهل آلمان است.